# Edmond Chrétien
Pour les articles homonymes, voir Chrétien (homonymie).
Edmond Chrétien est un sculpteur français né le 19 janvier 1882 dans le 15e arrondissement de Paris et mort le 21 janvier 1945 à Bordeaux.

## Biographie
Edmond-Ernest Chrétien est le fils d'Ernest-Eugène Chrétien, également sculpteur. Élève de son père, de Jean-Antoine Injalbert et d'Emmanuel Hannaux, il a été membre de la Société des artistes français, remportant une mention honorable en 1922. Il meurt à Bordeaux le 21 janvier 1945 à l'âge de 62 ans.

## Œuvres
- Le Sacré-Cœur, église Saint-Ferdinand d'Arcachon, en Gironde (1927)[4].
- Monuments aux morts :
  - Arbanats, Gironde : monument aux morts
  - Biganos, Gironde : monument aux morts
  - Blanquefort, Gironde : monument aux morts
  - Bommes, Gironde : monument aux morts (1922)
  - Budos, Gironde : monument aux morts (1921)
  - Campan, Hautes-Pyrénées : monument aux morts (1927[4])
  - Eysines, Gironde : Debout les Morts ! (monument aux morts)
  - Grignols, Gironde : monument aux morts
  - La Roche-Chalais, Dordogne : Debout les Morts ! (monument aux morts) (1923)
  - Lesparre-Médoc, Gironde : monument aux morts (1922)
  - Preignac, Gironde : monument aux morts
  - Saint-Maixant, Gironde : Debout les Morts ! (monument aux morts)
  - Saint-Sever, Landes : Debout les Morts ! (monument aux morts) (1919-1922[5])
  - Saint-Sulpice-et-Cameyrac, Gironde : Debout les Morts ! (monument aux morts) (1921[4],[6])
  - Villejuif, Val-de-Marne : monument aux morts (1924)